# Saltuarius
Saltuarius — рід геконоподібних ящірок родини Carphodactylidae. Представники цього роду є ендеміками Австралії.

## Види
Рід Saltuarius нараховує 7 видів:
- Saltuarius cornutus (Ogilby, 1892)
- Saltuarius eximius Hoskin & Couper, 2013
- Saltuarius kateae Couper et al., 2008
- Saltuarius moritzi  Couper et al., 2008
- Saltuarius salebrosus (Covacevich, 1975)
- Saltuarius swaini (Wells & Wellington, 1985)
- Saltuarius wyberba Couper, Schneider & Covacevich, 1997

## Етимологія
Наукова назва роду Saltuarius походить від слова лат. saltuarius — лісник, мешканець лісу.